# Мининская (Верховажский район)
Мининская — деревня в Верховажском районе Вологодской области.
Входит в состав Морозовского сельского поселения, с точки зрения административно-территориального деления — в Морозовский сельсовет.
Расстояние по автодороге до районного центра Верховажья — 25,4 км, до центра муниципального образования Морозово — 1,1 км. Ближайшие населённые пункты — Фоминская, Михайловская, Сбоевская, Силинская-1, Захаровская, Морозово, Машковская, Евсюнинская.
По переписи 2002 года население — 17 человек.